# 闻楚卿
闻楚卿（1925年—）是一位中国湖北诗联作家，中国楹联学会理事、湖北省楹联学会副会长，中华诗词学会会员。早年从事革命工作，1940年代开始写作，1985年后走访全国各地搜集资料、推广楹联事业，参与建立湖北省楹联学会。曾讲授《汉语写作课》和《中国对联学》，任《云飞鹤舞》征联刊物编辑，著有《楚卿诗词选》等书。曾获联坛“十老”、武汉市“五好”离休老干部、“山东单县交通杯”全国征联赛一等奖、“联坛之英”、首届“梁章钜奖”等荣誉。

## 延伸阅读
- 罗积勇、彭晓艳，闻楚卿数字联赏析.《写作》2011年01期.